# الملاحة (الملاجم)

تعديل مصدري - تعديل

الملاحة هي إحدى قرى عزلة ال منصور الملاجم بمديرية الملاجم التابعة لمحافظة البيضاء، بلغ تعداد سكانها 184 نسمة حسب تعداد اليمن لعام 2004.